# 12789 Salvadoraguirre
12789 Salvadoraguirre è un asteroide della fascia principale. Scoperto nel 1995, presenta un'orbita caratterizzata da un semiasse maggiore pari a 2,3164471 UA e da un'eccentricità di 0,1597047, inclinata di 23,30313° rispetto all'eclittica.